# Alfonso Corti
Alfonso Giacomo Gaspare Corti (Gambarana, 22 de junio de 1822 – Corvino San Quirico, 2 de octubre de 1876) fue un médico italiano, descubridor del órgano responsable de la audición en el oído interno, que en su honor recibió el nombre de órgano de Corti.

## Biografía
Inicio estudios de medicina en la universidad de Pavía, en 1845, contra la voluntad de su padre, se trasladó a Viena para completar su formación en el instituto anatómico de Josef Hyrt. Cuando se produjo la revolución de 1848 abandonó Viena y tras un breve periodo de servicio militar en Italia, realizó diferentes viajes en los que entró en contacto con eminentes científicos de  Bern, Londres y París. En 1850 recibió una invitación del anatomista Albert Kölliker y se trasladó a Würzburg, donde entabló amistad con Virchow. En el laboratorio de Kolliker inició investigaciones sobre el sistema auditivo de los mamíferos. Tras analizar más de 200 cócleas correspondientes a diferentes animales y humanos, escribió un  famoso artículo titulado «Investigaciones sobre el órgano del oído de los mamíferos» que fue publicado en 1851 en la revista Zeitschrift für wissenschaftliche Zoologie. Ese mismo año, tras el fallecimiento de su padre, heredó el título de "Marchese de San Stefano Belbo" y regresó a Italia. En 1855 se casó con Maria Bettinzoli, pero enviudó en 1861. Más tarde sufrió una artritis deformante que deterioró progresivamente su salud, falleciendo el 2 de octubre de 1876 en Corvino San Quirico.